# Przeżyliśmy wojnę
Przeżyliśmy wojnę (ang. The Manchurian Candidate) – amerykański film z 1962 roku w reżyserii Johna Frankenheimera.

## Nagrody i nominacje
| Nazwa nagrody | Wygrane                                             | Nominacje                                                                           |
| ------------- | --------------------------------------------------- | ----------------------------------------------------------------------------------- |
| Oscar         | bez rezultatu                                       | 1963 Najlepsza aktorka drugoplanowa Angela Lansbury Najlepszy montaż Ferris Webster |
| Złoty Glob    | 1963 Najlepsza aktorka drugoplanowa Angela Lansbury | 1963 Najlepszy reżyser John Frankenheimer                                           |
| BAFTA         | bez rezultatu                                       | 1963 Najlepszy film z jakiegokolwiek źródła                                         |
| DGA           | bez rezultatu                                       | 1963 Najlepsze osiągnięcie reżyserskie w filmie fabularnym John Frankenheimer       |

## Wyróżnienia
| Rok wyróżnienia | Amerykański Instytut Filmowy                                 | Miejsce                                                         |
| --------------- | ------------------------------------------------------------ | --------------------------------------------------------------- |
| 1998            | Lista 100 najlepszych amerykańskich filmów wszech czasów     | 67.                                                             |
| 2001            | Lista 100 najlepszych amerykańskich thrillerów wszech czasów | 17.                                                             |
| 2003            | Lista 100 największych bohaterów i złoczyńców wszech czasów  | 21. miejsce wśród złoczyńców Angela Lansbury – Pani John Iselin |